# 9198 Sasagamine
9198 Sasagamine è un asteroide della fascia principale. Scoperto nel 1993, presenta un'orbita caratterizzata da un semiasse maggiore pari a 2,2573861 UA e da un'eccentricità di 0,0884586, inclinata di 1,19556° rispetto all'eclittica.